# فور ركر
فور ركر (بالإنجليزية: Fort Rucker)‏ هي مدينة أمريكية تقع في ولاية ألاباما.

## أعلام
- باول كوتن
- مايتي غارسيا
- رستي غرير
- جيمس فوربس
- هال موريس